# Керманський султанат
Керманський султанат або Держава Керманських Сельджуків (1048—1196 роки) — держава на території сучасних Ірану, Афганістану, Пакистану і Оману зі столицею спочатку в Бердасирі (сучасне м. Керман), згодом — Бамі, що утворилася внаслідок процесу розпаду Сельджуцької імперії. До 1092 року перебувала під зверхністю султана Великих Сельджуків. Найбільшого розквіту досягла у 1010—1050-х роках. Внутрішні чвари значно послабили султанат, що призвело до поразок від кочових племен. Зрештою у середині 1180-х років державі завдали військового й економічного удару огузи, а 1096 року її остаточно приєднано до держави Хорезмшахів.

## Історія

### Заснування
Просування землями Персії (сучасного Ірану) військами сельджукидів почалося з 1040 року, коли було завдано поразки держави Газневідів. З цього моменту війська тюрок на чолі із представниками роду Сельджука рушили до Хорасану, потім північної Персії. Підкорення південно-східної Персії було доручено Кавурду, сину Чагрі-бека (брата великого султана Тогрула та онуку Сельджука).
Кавурд виступив на захоплення Керману, що тоді належав династії Буїдів. Війна тривала протягом 1041—1048 років, коли зрештою вдалося захопити область Кермана з містом Бердасир. Його Кавурд перетворив на власну столицю. Віддаленість підкореної області від основних шляхів походів військ Сельджуків, союз із султаном Тогрула забезпечило Кавурд фактичну самостійність (хоча він мав лише титул маліка). Протягом 1050—1060-х років удалося підкорити значні області на півдні — Мекран, Сістан, підкорено куфів та деякі племена белуджів, зверхність Керману визнав емір Ормуза. На деякий час захоплено узбережжя Оману.
На початку 1060-х років правителі Керману роблять спроби остаточно позбутися залежності від Великих Сельджуків, проте невдало. Військові конфлікти 1067 та 1070 років лише підтвердили статус-кво. У 1073 році чергове повстання проти великого султана призвело до нищівної поразки та послаблення самостійності Керманської держави. Протягом 1070—1080-х років вона перебувала під сильним впливом сельджуцької імперії.

### Розвиток
У 1092 році після смерті султана Малік-шаха I почався занепад держави Великих Сельджуків. Скориставшись з постійних чвар і боротьби за владу в імперії, правитель Керману Туран-шах I оголосив себе султаном і незалежним володарем. Саме він заклав основи піднесення султанату: було зміцнено центральну владу в Сістані, Кермані, Мекрані, знову підкорено Північний Оман. Починається розбудова міст. Туран-шах I започаткував традицію великого будівництва, яку продовжили найближчі спадкоємці.
Підтримка торгівлі, ремісництва, внутрішній спокій сприяли політичному та економічному піднесенню держави. З огляду на постійні чвари в Іракському султанаті, війни султанів Великих Сельджуків з кочівниками та бунтівними правителями, султани Кермани починають розширювати владу на південну Персію, підкоривши східні райони Фарса. Згодом стали втручатися у справи Єзда і Ісфагану. Найбільшого посилення держава досягла за султанів Арслан-шах I і Мухаммед-шаха I. Син останнього — Тогрул-шах — ще зміг зберегти потугу султанату, втім вже починаються ознаки послаблення влади султанів.

### Занепад
Після смерті 1170 року Тогрул-шаха почалася боротьба за владу між його синами. Вона точилася до початку 1180-х років. В результаті султанат опинився в складному економічному та військовому становищі, було втрачено землі в Фарсі, Омані, Сістані. Загрозу становили Гуріди, огузи, що знищили владу Великих Сельджуків в Балхі та Хорасані. Постійні чвари, часті зміни правителів призвели до посилення війська, місцевих емірів та беків. З 1181 року починаються напади огузів на землі Керману, які до 1185 року сплюндрували значні області, що призвело до голоду в містах.
Зрештою у 1187 році султан Мухаммед-шах II зазнав нищівної поразки від огузів, втікши до Гуридів. Очільник огузів Малік Динар оженився на представниці Керманських Сельджукидів, яку оголосив султаном. Тим самим начебто було продовжено правління династії в Керманському султанаті. Новому володарю на деякий час вдалося стабілізувати ситуацію. Втім не було розв'язано конфлікт між огузами та місцевою знаттю, що за наступника Малік Динара — Фаррух-шаха — призвело до чергового розгардіяшу. Цим скористався хорезмшах Ала ад-Дін Текіш, який 1196 року підкорив Керманський султанат, приєднавши його до своєї держави.

## Володарі
- Імад аль-Даула Кара-Арслан Ахмад Кавурд, малік у 1048—1073 роках
- Сулейман Керман-шах, малік у 1073—1074 роках
- Хусейн Омар, малік у 1074 році
- Рукн ад-Дін аль-Даула Султан-шах Ісхак, малік у 1074—1085 роках
- Мух'ї ад-Дін Імад аль-Даула Туран-шах, малік у 1085—1092 роках, султан у 1092—1096 роках
- Баха ад-Дін аль-Даула Іран-шах, султан у 1096—1101 роках
- Мух'ї-л-Іслам ва-л-Муслимін Арслан-шах, султан у 1101—1042 роках
- Мухіс ад-Дун'я вад-Дін Мухаммед, султан у 1142—1156 роках
- Мух'ї д-Дун'я вад-Дін Тогрул-шах, султан у 1156—1170 роках
- Абу Мансур Бахрам-шах, султан у 1170 році (вперше)
- Арслан-шах II, султан у 1170—1171 роках (вперше)
- Абу Мансур Бахрам-шах, султан у 1171—1172 роках (вдруге)
- Арслан-шах II, султан у 1172—1175 роках (вдруге)
- Абу Мансур Бахрам-шах, султан у 1175 році (втретє)
- Мухаммед-шах II, султан у 1175 році (вперше)
- Арслан-шах II, султан у 1175—1177 роках (втретє)
- Туран-шах II, султан у 1177—1183 роках
- Мухаммед-шах II, султан у 1183—1187 роках (вдруге)
- Малік Динар, султан у 1187—1195 роках (від імені дружини Кермані-хатун), шах
- Фаррух-шах, султан у 1195—1196 роках

## Державний устрій
На чолі стояв султан, що мав повну політичну, військову та судову владу. Він спирався на своїх радників, що засідали у диванах, які відповідали за військо, керування внутрішніми справами. Адміністративний апарат складався з візира (найближчого помічника султана), атабеків (спочатку наставників синів правителя, згодом впливових представників султана). В містах та фортеця призначалися шихне (на кшталт військових губернаторів). Також було збережено систему місцевого керування, основу якого становили хани, вожді, беки та еміри підвладних племен та народів.
Підвладними верствами були працівники у майстернях, землероби (поділялися на базіярів, що сплачували податки, та дехкан, більш самостійних), торговців і ремісників. Найбезправнішими були раби. Поступово з розвитком міст власники майстерень та купецькі громади набули більшого впливу, з яким вимушений був рахуватися султан.
Столицею було місто Бердасир. Втім, взимку резиденцією ставало місто Джируфт. Територію було поділено на своєрідні провінції, основними з яких були Бам (з областю Мекран), Сістан, Сіджан (південний Керман), Зіренд, Фург (на півночі держави). Окремими землями були Ормуз та Оман, де зазвичай перебували шихне.
Разом з тим весь час був конфлікт між чиновниками, призначеними султаном, військовими очільниками та містянами (купцями та ремісниками).

## Військо
З моменту захоплення Керману, утворення держави основу війська становили тюрки та дейлеміти, що перейшли на бік Сельджукидів від Буїдів. Тривалий час сильним султанам вдалося залагоджувати конфлікти між ними. Втім, з початком чвар у 1170 році боротьба між тюрками та персами і дейлемітами завдала удару військовій організації. Наприкінці існування султанату основою війська стали огузи. Також до лав султанської армії доєднувалися загони залежних правителів, зокрема з племен куфів, белуджів, оманців.
Основу війська становила переважно кіннота. Разом з тим, наслідуючи Сельджукидам та Газневідам, були створені загони піхоти та облогові підрозділи, що діяли проти фортець та великих міст. На чолі війська часто стояв султан, керували ним також атабеки, сердари, окремими загонами — еміри. З 1120-х років набула розвитку практика роздачі ікта своїм військовикам.
Разом з тим не було створено військового флоту.

## Економіка
Основу становили землеробство, скотарство, торгівля та ремісництво. Практикувалося вирощування рису, розведення різної худоби. Значний зиск приносили копальні залізної руди. В ремісництві найбільшого значення набуло виробництво килимів та текстильних виробів. Користуючись вигідним географічним положенням, султани сприяли проходженню караванів через власні землі, ставши торговельним транзитером: товари йшли з Індії, Китаю, Середньої Азії, Східної Африки, Малої Азії, Кавказу, Близького Сходу.
Сельджукиди успадкували від Буїдів систему оподаткування, яку було лише вдосконалено. Селяни платили податки хамс (1/5 врожаю) та ушр-дивані (1/10 врожаю) в залежності від місцевості. Феодальні маєтки (дійя) та володіння (амляк) не підлягали оподаткуванню. Втім, з останніх в часи війни могли отримувати харчі або якісь вироби.

## Право
Судова система повторювала систему буїдів, Сельджукідів. Втім, мали вплив улеми та каді, які поступово набули значного впливу. З особливих питань (зокрема щодо секти ісмаїлітів) видавалися спеціальні фетви, які розглядалися як накази до виконання. Серед радників султанів були присутні каді, які допомагали ухвалити рішення. Сам султан видавав фірмани (накази) щодо внутрішніх питань. Разом з тим не створено жодних збірок законів.

## Релігія
Правляча династія та частина війська (тюрки) були сунітами. Втім, з часів буїдів серед населення поширився шиїзм. Також значного впливу набули мули — прихильники шиїзму. У 1090-х роках була спроба зробити Керман центром ісмаїлізму. Проти цього виступила переважна більшість духівництва (як сунітів, так і шиїтів). В результаті Іран-шаха, прихильника ісмаїлітів, було повалено. Загалом протягом усього існування султанату зберігався релігійний мир.